# Tomahawk (Band)
Tomahawk ist eine US-amerikanische Noise- und Alternative-Rock-Musikgruppe. 

## Geschichte
Tomahawk wurde im Jahr 2000 von dem Sänger Mike Patton (Faith No More, Fantômas, Mr. Bungle) und dem Gitarristen Duane Denison (The Jesus Lizard) auf Bestreben Denisions gegründet. Denison holte den ehemaligen Schlagzeuger der Band Helmet, John Stanier, in die Band, Patton lud Kevin Rutmanis, den ehemaligen Bassisten der Melvins, zu dem Projekt ein. Die Veröffentlichungen der Band erschienen fortlaufend über Pattons Label Ipecac Recordings. Das von Joe Funderburk produzierte, selbstbetitelte und überwiegend von Denison geschriebene Debütalbum erschien 2001. Zwei Jahre später folgte das Album Mit Gas, das in Zusammenarbeit mit dem Produzenten Joe Barresi entstand. Das dritte Album Anonymous erschien im Juni 2007. Rutmanis verließ die Band während der Aufnahmen. Das Album ist eine Vertonung von traditionellen Indianergesängen, die Denison bei Reisen in die Indianerreservate Amerikas recherchierte. Der Titel soll Anonymous den Unbekannten in der Tradition der indianischen Musik Tribut zollen.
2012 erschien das Boxset Eponymous To Anonymous, das die ersten drei Studioalben der Band versammelt. Im selben Jahr spielten Tomahawk mit Trevor Dunn von Mr. Bungle und Fantômas als neuem Bassisten das Album Oddfellows in den Easy Eye Sound Studios von Dan Auerbach ein. Das Album wurde im Januar 2013 veröffentlicht, aus dem Album wurde die Single Stone Letter ausgekoppelt, zu der auch ein Musikvideo gedreht wurde. Nach längerer Schaffenspause erschien im März 2021 mit Tonic Immobility ein weiteres Album der Gruppe.

## Diskografie
- 2001: Tomahawk (Album, Ipecac Recordings)
- 2003: Rape This Day (Single, Ipecac Recordings)
- 2003: Mit Gas (Album, Ipecac Recordings)
- 2007: Sun Dance (Single, Ipecac Recordings)
- 2007: Anonymous (Album, Ipecac Recordings)
- 2012: Eponymous to Anonymous (Kompilation, Ipecac Recordings)
- 2012: Stone Letter (Single, Ipecac Recordings)
- 2013: Oddfellows (Album, Ipecac Recordings)
- 2014: M.E.A.T. (Single, Ipecac Recordings)
- 2021: Tonic Immobility (Album, Ipecac Recordings)